# Ceratosphaeria mycophila
Ceratosphaeria mycophila är en svampart som beskrevs av Georg Winter 1885. Ceratosphaeria mycophila ingår i släktet Ceratosphaeria, klassen Sordariomycetes, divisionen sporsäcksvampar och riket svampar.   Inga underarter finns listade i Catalogue of Life.
I den svenska databasen Dyntaxa används istället namnet Lasiosphaeria mycophila för samma taxon.  Arten är reproducerande i Sverige.